# Linie 1 (Film)
Linie 1 ist die Verfilmung des gleichnamigen Musicals aus dem Jahr 1988 von Reinhard Hauff, der auch das Drehbuch schrieb. Premierendatum war für die Bundesrepublik Deutschland am 11. Februar 1988, für die DDR am 12. Mai 1989.

## Handlung
Wenn sie es zu Hause nicht mehr aushält – so der Vorschlag von Rockstar Johnnie –, soll Sunnie zu ihm nach Berlin kommen. Nun steht sie morgens allein am Bahnhof Zoo und erlebt, wie der Bahnhof mitsamt seiner Klientel von Obdachlosen und Drogenabhängigen erwacht. Sie muss nach Kreuzberg, dort würde sie ihn finden, hatte Johnnie gesagt. Sie fährt mit der U-Bahn-Linie 1 und gerät an Arbeitslose, Rentner und Spießer. Während der Fahrt lernt sie Bambi kennen, der Sunnie davon in Kenntnis setzt, dass ihre Kreuzberger Adresse nicht existiert. Er verspricht ihr zu helfen, Johnnie zu finden.
Bambi führt Sunnie in seine Clique ein, die aus Maria, einer Arbeitslosen, dem Punker-Pärchen Kleister und Lumpi, dem alten Herrmann, der Buletten-Trude und den beiden Mädchen Risi und Bisi besteht. Dazu kommt der Zuhälter Mondo, der Sunnie ein Schlafmittel in den Kaffee schüttet. Als sie wieder aufwacht, ist sie in der U-Bahn und wird von vier Damen beäugt. Plötzlich kommt der Zug ruckartig zum Stehen. Lumpi, die Punkerin, hat sich das Leben genommen. Maria richtet die mitgenommene Sunnie wieder auf. Bambi verspricht ihr, dass sie am Bahnhof Zoo Johnnie wiedersehen wird, und tatsächlich. Doch die Freude des großen Wiedersehens vergeht schnell, als Sunnie feststellt, dass sie sich alles etwas anders vorgestellt hat. Die Wege der beiden trennen sich erneut und Sunnie wendet sich in ihrer Trauer an Kleister und verliebt sich in ihn.

## Produktion
Der Film wurde in den CCC Filmstudios Haselhorst in West-Berlin gedreht.

## Unterschiede zur Bühnenfassung
Die Filmversion weist zur Bühnenfassung einige Unterschiede auf, was zum Beispiel gegen Ende der Geschichte deutlich wird. In der Bühnenversion kommt „das Mädchen“, dessen Name im Verlauf des Stückes nie erwähnt wird, am Schluss mit dem „Jungen in Trenchcoat“ zusammen, im Film verliert sie ihr Herz an Kleister.
Zudem fehlen im Film einige Songs oder wurden durch andere ersetzt. So wurde etwa 6 Uhr 14 – Bahnhof Zoo vollständig ausgelassen oder Tag ich hasse dich durch den neuen Song Berlin, Berlin ersetzt. Weitere Beispiele sind Take the U-Train: Fahr mal wieder U-Bahn sowie Mut zum Träumen – Dare imagine, der stark gekürzt wurde.

## Kritiken
„Der nur ansatzweise reizvolle Versuch, ein erfolgreiches Musical […] auf die Leinwand zu bringen. Die dramaturgisch holprige Aneinanderreihung von Sketchen, Musik- und Tanznummern führt zu keiner geschlossenen Geschichte und verschenkt auch die satirische Schärfe der Vorlage.“

Die Filmbewertungsstelle Wiesbaden verlieh der Produktion das Prädikat wertvoll.

## Veröffentlichungen
- Soundtrack:Birger Heymann und Darsteller: Linie 1. Polydor (Universal), 9. Februar 1988
- VHS: Linie 1. Marketing Film
- DVD: Linie 1. Kinowelt Home Entertainment, 2008
- DVD/Blu-ray: Linie 1., Digital Remastered, Studiocanal, 2022

Außerdem hat der Berliner Rapper Sido eine digital aufgearbeitete Version eines Gesangsstücks von Ilona Schulz in seinem Song Hey Du als Refrain benutzt.